# SV Prussia-Samland Königsberg
Maillots
Le SV Prussia-Samland Königsberg est un ancien club allemand de football qui était localisé à Königsberg, en province de Prusse-Orientale.

## Histoire
Le club fut créé en 1904 par d’anciens membres du SC Ostpreusn Königsberg sous le nom de FC Prussia 1904 Königsberg. En 1908, il fusionna avec le Sportzirkel Samland 1904 Königsberg (qui avait été aussi créée par d’anciens éléments du SC Ostpreussen) pour devenir le Sportvereinigung Prussia-Samland Königsberg.
Le stade du Prussia-Samland se trouvait dans le quartier d’Amalienau, dans la Steffeckstrasse. L’enceinte pouvait accueillir jusqu’à 6 000 spectateurs. 
En 1910, le Prussia-Samland remporta pour la première fois le titre de la Baltischen Rasensport-Verbandes (BRV), fondée trois ans plus tôt. Cela lui permit de participer au tour final du championnat national. Le 10 avril 1910, il fut nettement battu au premier tour par le SC Tasmania 1900 Rixdorf (1-5). 
Trois saisons plus tard, le club reconquit le titre « balte ». Lors du championnat national, il s’inclina contre le Viktoria 89 Berlin (1-6).
Le SV Prussia-Samland obtint trois autres titres (1914, (1931 et (1933). Il ne franchit jamais le premier tour du Championnat national, perdant contre le VfB Leipzig, contre le Kieler SV Holstein et contre Beuthen 09.
Après l’arrivée au pouvoir des Nazis, en 1933, les compétitions de football furent réformées. Le SV Prussia-Samland fut versé dans la Gauliga Ostpreussen. Le club y lutta avec les autres grosses équipes de la région : le VfB Königsberg mais aussi des équipes renforcées par des unités militaires comme Allenstein et Insterburg.
En 1944, en raison de l’évolution de la Seconde Guerre mondiale, les compétitions furent interrompues. Après la reddition de l’Allemagne nazie, la ville de Königsberg et une grande part de l’ancienne province de Prusse-Orientale devinrent un territoire de l’URSS. La population allemande fut expulsée. Comme tous les clubs allemands de la région, le club du SC Prussia-Samland Köngisberg disparut.

## Palmarès
- Champion de la Baltischer Sport-Verband : 1910, 1913, 1914, 1931, 1933.

## Joueur connu
- Fritz Ruchay (de), International allemand qui entraîna aussi le SV Waldhof Mannheim, le Stuttgarter Kickers et le VfR Kaiserslautern.